# Elección especial del 5.º distrito congresional de Luisiana de 2021
La Elección especial del 5.º distrito congresional de Luisiana se llevó a cabo el 20 de marzo de 2021, luego que el representante electo Luke Letlow falleciera el 29 de diciembre de 2020 de un ataque cardíaco mientras recibía tratamiento por COVID-19 durante la pandemia en Louisiana.

## Candidatos

### Partido Demócrata

#### Declarado
- Sandra "Candy" Christophe, trabajadora social y candidata a este escaño en 2020[1]

### Partido Republicano

#### Declarado
- Chad Conerly, profesional de finanzas
- Allen Guillory[2]
- Robert Lansden, abogado
- Julia Letlow, viuda del representante electo Luke Letlow[3]
- Jaycee Magnuson
- Horace Melton III
- Richard H. Pannell
- Sancha Smith, organizador político
- Errol Victor Sr.

### Independiente

#### Declarado
- Jim Davis
- M.V. "Vinny" Mendoza

## Elección primaria

### Predicciones
| Fuente                | Clasificación | As of               |
| --------------------- | ------------- | ------------------- |
| Inside Elections      | Sólido        | 19 de marzo de 2021 |
| Sabato's Crystal Ball | Sólido        | 18 de marzo de 2021 |

### Resultados
| Elección especial del 5.º distrito congresional de Luisiana de 2021 | Elección especial del 5.º distrito congresional de Luisiana de 2021 | Elección especial del 5.º distrito congresional de Luisiana de 2021 | Elección especial del 5.º distrito congresional de Luisiana de 2021 | Elección especial del 5.º distrito congresional de Luisiana de 2021 | Elección especial del 5.º distrito congresional de Luisiana de 2021 |
| Partido                                                             | Partido                                                             | Candidato/a                                                         | Votos                                                               | %                                                                   |                                                                     |
| ------------------------------------------------------------------- | ------------------------------------------------------------------- | ------------------------------------------------------------------- | ------------------------------------------------------------------- | ------------------------------------------------------------------- | ------------------------------------------------------------------- |
|                                                                     | Republicano                                                         | Julia Letlow                                                        | 67,203                                                              | 64.86%                                                              |                                                                     |
|                                                                     | Demócrata                                                           | Sandra "Candy" Christophe                                           | 28,255                                                              | 27.27%                                                              |                                                                     |
|                                                                     | Republicano                                                         | Chad Conerly                                                        | 5,497                                                               | 5.31%                                                               |                                                                     |
|                                                                     | Republicano                                                         | Robert Lansden                                                      | 929                                                                 | 0.90%                                                               |                                                                     |
|                                                                     | Republicano                                                         | Allen Guillory                                                      | 464                                                                 | 0.45%                                                               |                                                                     |
|                                                                     | Independiente                                                       | Jim Davis                                                           | 402                                                                 | 0.39%                                                               |                                                                     |
|                                                                     | Republicano                                                         | Sancha Smith                                                        | 334                                                                 | 0.32%                                                               |                                                                     |
|                                                                     | Independiente                                                       | M.V. "Vinny" Mendoza                                                | 236                                                                 | 0.23%                                                               |                                                                     |
|                                                                     | Republicano                                                         | Jaycee Magnuson                                                     | 131                                                                 | 0.13%                                                               |                                                                     |
|                                                                     | Republicano                                                         | Richard H. Pannell                                                  | 67                                                                  | 0.06%                                                               |                                                                     |
|                                                                     | Republicano                                                         | Horace Melton III                                                   | 62                                                                  | 0.06%                                                               |                                                                     |
|                                                                     | Republicano                                                         | Errol Victor Sr.                                                    | 36                                                                  | 0.03%                                                               |                                                                     |
| Total                                                               | Total                                                               | Total                                                               | 103,616                                                             | 100.0%                                                              |                                                                     |
|                                                                     | Control Republicano                                                 |                                                                     |                                                                     |                                                                     |                                                                     |